# Рагозница
Раго́зница (бел. Рагозніца) — деревня в Барановичском районе Брестской области Белоруссии. Входит в состав Малаховецкого сельсовета. Расположена в 22 км по автодорогам к югу от центра Барановичей, на расстоянии 10 км по автодорогам к югу от центра сельсовета, агрогородка Мирный. Ближайший населённый пункт — деревня Богуши.

## География
К юго-западу от деревни находится устье реки Рагозняка, левого притока реки Мышанка.

## История
По переписи 1897 года — деревня Ястрембельской волости Новогрудского уезда Минской губернии, 17 дворов.
В 1909 году — 24 двора. На карте 1910 года указана под названием Рогозница.
После Рижского мирного договора 1921 года — в составе гмины Ястрембель Барановичского повета Новогрудского воеводства Польши, 28 домов.
С 1939 года — в БССР, в 1940–57 годах — в Новомышском районе Барановичской, с 1954 года Брестской области. Затем район переименован в Барановичский. С конца июня 1941 года до июля 1944 года оккупирована немецко-фашистскими войсками.
В 2013 году передана из упразднённого Утёсского сельсовета в Малаховецкий.

## Население
| Численность населения (по переписи) | Численность населения (по переписи) | Численность населения (по переписи) | Численность населения (по переписи) | Численность населения (по переписи) | Численность населения (по переписи) | Численность населения (по переписи) | Численность населения (по переписи) | Численность населения (по переписи) |
| 1897                                | 1909                                | 1921                                | 1939                                | 1959                                | 1970                                | 1999                                | 2009                                | 2019                                |
| ----------------------------------- | ----------------------------------- | ----------------------------------- | ----------------------------------- | ----------------------------------- | ----------------------------------- | ----------------------------------- | ----------------------------------- | ----------------------------------- |
| 133                                 | ↗146                                | ↘142                                | ↗213                                | ↘170                                | ↘138                                | ↘19                                 | ↘4                                  | ↘0                                  |